# Ева Перон
Мария Ева Дуарте де Перон (на испански: María Eva Duarte de Perón), известна и като Евита (7 май 1919 – 26 юли 1952), е втората жена на аржентинския президент Хуан Доминго Перон (1895 – 1974) и първа дама на Аржентина от 1946 г. до смъртта ѝ през 1952 г.
Влиянието на Ева Перон се базира на ролята ѝ на лидер на проперонистките профсъюзи, както и на женската партия. Тя е призната за най-влиятелната жена в историята на Аржентина. През 1951 година Ева Перон започва кампания да бъде допусната до изборите за вицепрезидент. Под натиска на военните съпругът ѝ се противопоставя на това нейно желание. За компенсация през 1952 година тя е обявена за Духовен лидер на Аржентина. Често е обвинявана, че превръща политическия живот в шоубизнес.
Остро критикувана за разточителната си слабост към скъпите бижута, кожи и дизайнерски тоалети, които силно контрастират с мизерията, която обгръща страната. Един от нейните любимци е Кристиан Диор. Ева Перон е била изключително суетна и дори дълго време е криела истинската си възраст, като е твърдяла, че е родена през 1922 г., вместо през 1919 г. Както тя самата казва в свои изявления – „Времето е най-големият ми враг.“ Въпреки показната си суетност и разточителство Ева Перон почти непрекъснато се занимава с благотворителност и даже постоянно посещава и лично се грижи за болни и изоставени хора в приютите.
Умира на 33 г. от рак на маточната шийка. Тялото ѝ е балсамирано и изложено за поклонение до 1955 г., когато Перон е свален с преврат. Тленните ѝ останки са пренесени в Милано, където съпругът ѝ е в изгнание. След време той се връща в Аржентина и отново става президент. Евита е погребана за трети път, този път в семейната гробница на Дуарте.
Днес Ева Перон е позната на света благодарение на мюзикъла на Андрю Лойд Уебър и Тим Райс „Евита“, който по-късно е адаптиран във филма „Евита“ с участието на Мадона. Ликът на Евита присъства на банкнотата от 100 аржентински песо, издавана от 2012 г.

## Детство и първи роли
Автобиографията на Ева, La Razón de mi Vida, публикувана през 1952 г., не съдържа дати или събития относно детството ѝ, нито споменава месторождението ѝ или рожденото ѝ име. Според гражданския регистър на град Хунин, акт за раждане показва, че една Мария Ева Дуарте е била родена на 7 май 1922 г. Нейното кръщелно свидетелство сочи датата като 7 май 1919 г. под името Ева Мария Ибаргурен. СМята се, че през 1945 г. Ева фалшифицира акта си за раждане за сватбата си.
Бащата на Ева, Хуан Дуарте, е от френски баски произход, докато майка ѝ, Хуана Ибаргурен, е от испански баски произход. Баща ѝ е заможен собственик на ранчо от съседния град Чивилкой, където вече има жена и деца. По това време в Аржентина е сравнително често за заможните мъже да имат по няколко семейства.
Когато Ева навършва една година, Дуарте се завръща за постоянно при законното си семейство, оставяйки Хуана Ибаргурен и децата ѝ в крайна бедност. Те са принудени да се преместят в най-бедняшката част на Хунин. За да издържа себе си и децата, Ибаргурен шие дрехи за съседи. Семейството е стигматизирано от бягството на бащата и от нелегитимния статут на децата по аржентинския закон, поради което живее в относителна изолация. Искайки да заличи напълно тази част от живота си, Ева вероятно е уредила оригиналният ѝ акт за раждане да бъде унищожен. Когато Дуарте почива внезапно, вдовицата му не позволява на другото му семейство да присъства на погребението му и не ги допуска в църквата.
В крайна сметка, благодарение на финансовата помощ на по-големия брат на Ева семейството се премества в по-голямо жилище, което по-късно превръщат в пансион. По това време младата Ева често участва в училищни постановки и концерти. Макар майки ѝ да иска да я ожени за някой от местните ергени, Ева мечтае да стане известна актриса.
През 1934 г., когато е на 15 години, Ева избягва от недоимъка с млад музикант в столицата Буенос Айрес. Връзката на двойката приключва почти толкова бързо, колкото е започнала, но Ева остава да живее в града при приятели на майка си. Започва да търси работа в киното и радиото, като в крайна сметка става филмова актриса. Тя избелва естествената си черна коса до русо – имидж, който поддържа до края на живота си. Все пак, още с пристигането си в града Ева Дуарте се изправя пред трудността да оцелява без формално образование или връзки. По това време столицата е особено претъпкана с хора, поради миграцията на хора, предизвикана от Голямата депресия. На 28 март 1935 г. Ева дебютира професионално в постановката „Госпожа Перес“ в сатиричен театър.
През 1936 г. Ева вече пътува с театралната трупа на турнета, работи като модел и участва в няколко нискобюджетни мелодраматични филма. През 1942 г. Ева постига известна финансова стабилност, когато компания я наема за дневна роля в една от драмите си, излъчвани по най-слушаната радиостанция по това време. По-късно през същата година подписва петгодишен договор с Радио Белграно, който ѝ осигурява роля в популярната историческо-драматична програма „Великите жени в историята“, където играе Елизабет I, Сара Бернар и Александра Фьодоровна. Накрая, тя става съсобственичка на радио компанията. Към 1943 г. тя изкарва по 5 – 6 хиляди песо месечно, което я прави една от най-високо платените радиоактриси в страната. Ева има и кратка филмова кариера, но никой от филмите ѝ не пожънва особен успех. В един от последните ѝ филми, La cabalgata del circo, Ева играе ролята на младо селско момиче, което си съперничи с по-голяма жена – звездата на филма Либертад Ламарке. По това време Ева започва и кариерата си в политиката, ставайки съоснователка на Аржентинския радио синдикат.

## Връзка с Хуан Перон
На 15 януари 1944 г. силно земетресение удря планинския град Сан Хуан, убивайки около 10 000 души. В отговор, Хуан Перон, който по това време е началник на Секретариата по труда, основава фонд за събиране на средства за помощ на жертвите. Той организира художествен фестивал за набиране на средства, поканвайки актьори от радиото и киното. След седмица всички участници се събират на гала вечеря в Буенос Айрес. Именно там, на 22 януари 1944 г. Ева Дуарте се среща за пръв път с полковник Хуан Перон. Тя е на 24, а той на 48 години. Тя бързо му става любовница. Първата жена на Перон, Аурелиа Тисон, умира от рак през 1938 г.
До този момент Ева няма знания или интерес в областта на политиката и просто абсорбира чутото от Перон и колегите му. По-късно Хуан Перон споделя в мемоарите си, че нарочно е набелязал Ева за своя ученичка и е искал да пресъздаде у нея самия себе си.
През май 1944 г. е обявено, че изпълнителите на представления трябва да се организират в профсъюз, като той ще бъде единственият законен в Аржентина. Скоро след учредяването на профъюза, Ева Дуарте е избрана за негов президент. След това тя започва ежедневна програма, наречена „Към по-добро бъдеще“, в която драматизира постиженията на Хуан Перон, а неговите речи са излъчвани по време на програмата.

## Изкачване във властта
В началото на 1945 г. група от военни офицери се ползва със значително влияние в правителството на Аржентина. Президентът по това време, Педро Пабло Рамирес, става предпазлив към нарастваща власт на Перон в правителството, тъй като не може да я обуздае. На 24 февруари 1944 г. Рамирес подава оставка и е наследен от Еделмиро Фарел – приятел на Перон. На 9 октомври 1945 г. Перон е арестуван от опонентите му в правителството. Шест дни по-късно, между 250 и 350 хиляди души се събират пред Каса Росада (президентската резиденция), настоявайки за освобождаване на Перон. Смята се, че Ева Перон е изиграла значителна роля при организирането на тълпата. Тази версия се отхвърля от някои историци, тъй като по това време Ева нито е политически фактор, нито е харесвана от много хора. Все пак, тълпата е организирана главно от Генералната конфедерация на труда. Перон е освободен на 17 октомври 1945 г., изнасяйки реч от балкон на Каса Росада пред събралата се тълпа. Следващият му ход в известна степен шокира аржентинското общество – той се жени за Ева. Въпреки нейното печално детство и несигурна репутация, Перон я обича, особено след като тя му демонстрира предаността си, докато той е в ареста. Бракът им е сключен с гражданска церемония, дискретно, в Хунин на 18 октомври, и в църква в Ла Плата на 9 декември.
След освобождаването си от затвора, Хуан Перон решава да се кандидатира за президент на страната. Той печели изборите с голяма преднина. Ева играе голяма роля в предизборната му кампания през 1946 г. Възползвайки се от радиопредаването си, тя изнася пламенни речи с тежка популистка реторика, подканвайки бедните да подкрепят движението на Перон.
През 1947 г. Ева се отправя на обиколка из Европа, което цели заздравяването на връзките между Аржентина и следвоенна Западна Европа. Тъй като в Португалия и Испания все още властват диктатурите съответно на Антониу ди Оливейра Салазар и Франсиско Франко, посещението им от Хуан Перон би било гледано с недобро око от международната общност, поради което е решено Ева да ги посети, включвайки и други държави в турнето, за да не се гледа на него като на политическа обиколка. Най-топло посрещане тя получава в Испания. Там тя раздава едри банкноти на много бедни деца и е наградена с най-високо отличие от испанското правителство, орден на Изабела Католическа. Най-лошо посрещане получава в Швейцария, къде е замервана с камъни и домати. От друга страна, британският крал Джордж VI отказва да я приеме, а тя отменя визитата си кралството, изтъквайки, че вече се чувства изтощена.
Визитата на Ева в Европа я поставя на корицата на списание Time под надслов „Ева Перон: Между два свята, аржентинска дъга“, което е референция към названието на турнето ѝ – „Обиколка на дъгата“. Статията, посветена на нея в списанието, обаче, споменава, че Ева е извънбрачно дете. В отговор, списанието е забранено в Аржентина в продължение на няколко месеца. След като се завръща в Аржентина, тя повече не се появява сред публика със сложните си прически от дните ѝ в киното. Блестящият ѝ златен цвят на косата потъмнява, а екстравагантното ѝ облекло става по-изискано. За да си създаде по-сериозна политическа персона, тя започва да се появява с консервативни, но стилни комбинации от поли и сака.

## Благотворителна дейност
Фондацията Ева Перон е основана през 1948 г. с начален капитал от 10 000 песо, предоставени от самата Ева. След това фондацията се издържа от дарения на пари и стоки от перонистките профсъюзи и частни предприятия. Данъци върху лотарията, билетите за кино, облагания на казината и доходи от конни надбягвания също спомагат да издържането на фондацията. Съществуват сведения, че някои предприятия са принуждавани да даряват за фондацията с вредни за тях последици, ако откажат.
Само за няколко години фондация набира пари и стоки на стойност над 3 млрд. песо. В нея членуват 14 000 работници, от които 6000 са строители. Тя купува и раздава по 400 000 чифта обувки, 500 000 шивашки машини и 200 000 съдове за готвене годишно. Освен това тя дава стипендии, строи жилища, болници и други благотворителни институции. Всеки аспект от фондацията е под надзора на Евита. Фондацията дори построява цели градове, като например Сиудад Евита, който носи това име и до днес.
Фондацията играе голяма роля в идеализирането на Ева. Макар да е ненужно от практична гледна точка, тя отделя няколко часа на ден за срещи с бедните, които молят фондацията ѝ за помощ. По време на тези срещи тя често целува бедните, дори те да са болни. Към края на живота си тя работи по 20 – 22 часа на ден във фондацията, често игнорирайки молбите на съпруга си да си почива.
Често, заслугата за даването на избирателни права на аржентинските жени се приписва на Ева Перон. Макар тя да прави изявления по радиото в подкрепа на избирателното право на жените и публикува статии във вестника по въпроса, даването на такива права е отвъд нейната власт. Проектозаконът за избирателни права на жените е внесен през 1947 г. и влиза в сила през 1949 г., когато Хуан Перон го подписва и символично го връчва на Ева.
Впоследствие Ева създава Женската перонистка партия – първата женска политическа партия в страната. Към 1951 г. членоството ѝ наброява 500 000 души в страната. И макар Ева Перон да не се счита за феминистка, въздействието ѝ върху политическия живот на жените има решителна роля. Благодарение на нея, много жени навлизат в политиката. Тези ѝ постижения печелят победа на мъжа ѝ по време на президентските избори през 1951 г.

## Номинация за вицепрезидент
През 1951 г. Евита решава да се кандидатира за вицепрезидент. Този ход ядосва много военни офицери, които не я харесват, поради увеличаващата ѝ се власт в правителството. Според конституцията на страната, вицепрезидентът автоматично наследява президента, в случай че последният почине. Възможността Евита да стане президент, ако Хуан Перон умре, не е приемлива за военните.
Все пак, тя получава подкрепата на работническата класа, профсъюзите и партията си. Обхватът на подкрепата от тези групи дори изненадва самия Хуан Перон. На 22 август 1951 г. профсъюзите организират масов митинг, включващ два милиона души, на няколко пресечки от Каса Росада. На митинга тълпата иска Евита публично да обяви кандидатурата си като вицепрезидент. Тя настоява да ѝ дадат малко време, за да реши. В крайна сметка, тя отказва да се номинира, заявявайки, че единствената ѝ амбицията в голямата глава от историята, която ще се напише за съпруга ѝ, е тя да бъде спомената в бележките под линия като жената, чрез която надеждите и мечтите на народа достигат президента и стават реалност.

## Влошаващо се здраве и смърт
На 9 януари 1950 г. Евита припада и е подложена на хирургическа операция след три дни. Макар да е докладвано, че интервенцията е извършена върху апендикса ѝ, всъщност тя е диагностицирана с рак на маточната шийка в напреднал стадий. Епизодите ѝ на припадъци продължават и през следващата година, съпътствани с изключителна отпадналост и тежко вагинално кървене. Към 1951 г. вече става очевидно, че здравословното ѝ състояние бързо се влошава. Макар Хуан да не споделя с нея диагнозата ѝ, тя осъзнава, че е в беда и че не е практично да се кандидатира за вицепрезидент. Няколко месеца, след като обявява, че няма да се кандидатира за държавния пост, тя се подлага на тайна хистеректомия, която се извършва от американски хирург. Проучване не черепа ѝ чрез рентгенови снимки, проведено през 2011 г., сочи, че Перон вероятно е претърпяла и лоботомия през последните месеци от живота си, с цел да се облекчи болката ѝ.
На 7 май 1952 г., 33-тия рожден ден на Евита, тя получава официалната титла „Духовен водач на нацията“ от Конгреса на Аржентина. На 4 юни 1952 г. тя се вози с Хуан Перон по време на парад през Буенос Айрес за отпразнуване на преизбирането му за президент на страната. По това време тя вече е толкова болна, че не може да стои сама без помощ. Под голямото и палто се крие рамка от пластмаса и тел, която ѝ позволява да стои.
Въпреки хистеректомията, ракът на Ева пуска метастази и се развива бързо. Тя е първият аржентински гражданин, подложен на химиотерапия – съвсем ново лечение по това време. Тя измършавява, тежейки само 36 килограма към юни 1952 г.
Ева Перон умира в 8:25 часа вечерта на 26 юли 1952 г. Веднага след смъртта ѝ, правителството спира цялата си дейност за два дни и нарежда всички знамена да се свалят наполовина за десет дни. Кината и ресторантите затварят. На сутринта след смъртта ѝ, докато тялото ѝ бива местено в Министерството на труда, осем души са смазани до смърт от тълпата. През следващото денонощие в градските болници постъпват над 2000 души с травми, получени по време на блъсканиците около трупа ѝ. Улиците на Буенос Айрес се запълват с големи купчини цветя, а само за ден всички магазини за цветя в столицата са напълно изкупени. Макар Ева Перон никога да не е била на политическа служба, тя получава държавно погребение. На публиката е съобщено, че я е починала на 30-годишна възраст.

### Изчезване и връщане на тялото
Скоро след смъртта на Евита, е предложено да се построи паметник в нейна чест, който по проект трябва да е по-голям от Статуята на свободата. Тялото ѝ е трябвало да се съхранява в основата на паметника и да е оставено на показ. Преди паметникът да бъде завършен, обаче, срещу Хуан Перон е извършен преврат през 1955 г., поради което се налага бързо да напусне страната и не успява да уреди въпроса с тялото на Евита.
Новото военно правителство скрива тялото на Евита и съдбата му остава мистерия през следващите 16 години, тъй като то забранява всички форми на перонизма в Аржентина. Имената и снимките на Хуан и Ева Перон са забранени. През 1971 г. правителството разкрива, че тялото на Евита е погребано в крипта в Милано, Италия, под името Мария Маги. Става ясно, че тялото е било увредено по време на местенето – лицето ѝ на места е смазано, а едното ѝ ходило е обезобразено.
През 1971 г. трупът ѝ е ексхумиран и пренесен в Испания, където Хуан Перон го оставя вкъщи. Той и новата му жена, Исабел Перон, решават да оставят тялото на Евита в трапезарията на платформа близо до масата. През 1973 г. Хуан Перон се завръща в Аржентина, където става президент за трети път. Той, обаче, умира на следващата година. Исабел го наследява, бидейки негов вицепрезидент, и връща тялото на Ева Перон в Аржентина. Тя е погребана в семейната гробница на Дуарте в гробището Ла Реколета в Буенос Айрес. Правителството полага много мерки, за да осигури на гроба ѝ защита от вандализми.